# Нанков, Никита
Никита Нанков (болг. Никита Нанков; 4 июня 1956, София) — болгарский и американский литературовед, славист; поэт.

## Биография
Никита Димитров Нанков родился 4 июня 1956 года в Софии.
В 1982 году окончил Софийский государственный университет по специальности «английская филология». В 1983—1994 годах был научным сотрудником Института литературы Болгарской академии наук, в 1994 — научным сотрудником II степени, в 1995—1999 годах — научным сотрудником I степени. В 1990 году защитил диссертацию на тему «Эдгар Аллан По в болгарской критике и переводная проза».
Эмигрировал в США, где защитил вторую диссертацию по творчеству Антона Чехова.
Последовательно преподавал литературоведение в Вашингтонском университете, Сент-Луисском университете, Индианском университете в Блумингтоне, Университете Пуэрто-Рико.

## Награды и премии
- Международная отметина имени отца русского футуризма Давида Бурлюка[1]

### Монографии
- «В огледалната стая: Седем образа на българския литературен селоград», София: Сонм, 2001, 310 с. ISBN 954-8478-20-X.
- «Postmodernizam i kulturni izazovi», Zagreb: Hrvatsko filološko društvo, 2004, 323 str. ISBN 978-953-7067-22-9 ["Постмодернизъм и културни предизвикателства"], превод от английски на хърватски, с оригинално заглавие «(Post)modernism & (Post)communism: Essays on Theory, Film, and Literature»

### Беллетристика
- «Празни приказки», София: Сонм, 2000. ISBN 954-8478-19-6.

### Поэтические книги
- «Ето така». ЕИ «LiterNet», Варна, първо издание — 16.12.2004. ISBN 954-304-139-3.
- «Обреченост на думите. Три и половина кратки поеми за любовта». ЕИ «LiterNet», Варна, първо издание — 2007. ISBN 978-954-304-282-1

### Издания для детей
- «Триднев», София: Сонм, 2002 (2 изд. 2007), 24 с. ISBN 9548478455.